# Puntate di Sharp Objects
Le puntate della miniserie televisiva Sharp Objects sono state trasmesse negli Stati Uniti dal canale via cavo HBO dall'8 luglio al 26 agosto 2018.
In Italia la miniserie è andata in onda su Sky Atlantic dal 17 settembre all'8 ottobre 2018.
| nº | Titolo originale | Titolo italiano      | Prima TV USA   | Prima TV Italia   |
| -- | ---------------- | -------------------- | -------------- | ----------------- |
| 1  | Vanish           | Ritorno a casa       | 8 luglio 2018  | 17 settembre 2018 |
| 2  | Dirt             | La signora in bianco | 15 luglio 2018 | 17 settembre 2018 |
| 3  | Fix              | Andiamo via          | 22 luglio 2018 | 24 settembre 2018 |
| 4  | Ripe             | Torbidi segreti      | 29 luglio 2018 | 24 settembre 2018 |
| 5  | Closer           | Calhoun Day          | 5 agosto 2018  | 1º ottobre 2018   |
| 6  | Cherry           | Una ciliegia succosa | 12 agosto 2018 | 1º ottobre 2018   |
| 7  | Falling          | L'abisso             | 19 agosto 2018 | 8 ottobre 2018    |
| 8  | Milk             | Luci e tenebre       | 26 agosto 2018 | 8 ottobre 2018    |

## Ritorno a casa
- Titolo originale: Vanish
- Diretta da: Jean-Marc Vallée
- Scritta da: Marti Noxon

### Trama
Missouri. Camille Preaker, giornalista del Chronicle di Saint Louis, viene inviata dal suo editore Frank Curry, che nutre per lei un profondo affetto paterno, a Wind Gap, suo paese natale, per seguire le indagini su due fatti di cronaca: l'omicidio di Ann Nash e la scomparsa di Natalie Keene, due ragazzine locali. Camille, che lotta contro l'alcolismo e in passato ha avuto comportamenti autolesionistici, non è per nulla entusiasta all'idea di riavvicinarsi al luogo della sua travagliata adolescenza. Rimettendo piede a Wind Gap, Camille comincia ad avere flashback di episodi del suo passato. L'accoglienza della madre Adora, proprietaria di una grande azienda dove si allevano e macellano maiali, è tutt'altro che calorosa, poiché Camille aveva interrotto ogni legame con lei dopo la morte della sorellastra Marian, un evento che l'ha segnata profondamente. Adora è sposata con Alan, dal quale ha avuto anche un'altra figlia, l'adolescente Amma.
Camille conosce il detective Richard Willis, inviato da Kansas City per dare man forte allo sceriffo Bill Vickery, il quale frequenta assiduamente la casa dei genitori di Camille. Adora si arrabbia con Camille perché è andata a intervistare Bob Nash, padre della deceduta Ann, rammentandole che ogni azione da lei compiuta a Wind Gap si riflette sul buon nome della famiglia. Successivamente il cadavere di Natalie viene rinvenuto sul davanzale di una finestra davanti alla stazione di polizia, facendo dunque salire a due il numero degli omicidi e gettando ulteriormente la cittadina nel panico. Richard raccoglie la deposizione di Camille, in qualità di testimone del ritrovamento del cadavere, chiedendole di non intralciare l'attività della polizia. Amma racconta a Camille di non sopportare la rigida educazione di Adora. La sera, rientrata nel motel dove alloggia, Camille si rilassa nella vasca da bagno, rivelando dietro le spalle la parola Vanish incisa sulla pelle.
- Guest star: Beth Broderick (Annie B), Catherine Carlen (Deeanna), Loretta Fox (Melissa), Barbara Eve Harris (Eileen Curry), Randy Oglesby (Pastore), David Sullivan (Chris), Emily Yancy (Gayla), Violet Brinson (Kelsey), April Brinson (Jodes), Sydney Sweeney (Alice), Jessica Treska (Natalie Keene), Aaron Holliday (Damon), Ryan James Nelson (Nolan), Evan Castelloe (Kirk Lacey), Gunnar Koehler (Bobby Nash), Gracie Prewitt (Tiffanie Nash), London Vanovan (Amanda Nash), Matt Bauman (Jock).

## La signora in bianco
- Titolo originale: Dirt
- Diretta da: Jean-Marc Vallée
- Scritta da: Gillian Flynn

### Trama
Si celebra il funerale di Natalie Keene, la seconda vittima del misterioso killer di Wind Gap. Camille partecipa alla funzione e rimane colpita da John, il fratello maggiore di Natalie, distrutto dal dolore e apparentemente fuori contesto rispetto al resto della comunità. Uscita prima degli altri dalla cattedrale per essersi strappata il vestito stretto di Marian che Adora l'ha obbligata a indossare, Camille trova Richard intento a raccogliere un campione di fango dalle gomme della macchina di Bob Nash. In macchina Camille ricuce il vestito e con l'ago inizia a incidersi la pelle.
Camille si reca al rinfresco a casa Keene alla ricerca di informazioni per un articolo da inviare al suo editore. Entrata furtivamente nella stanza di Natalie, Camille nota che la ragazza aveva gusti strani per una femmina, come giocare a calcio e allevare ragni. Parlando con un ragazzino, Camille viene a sapere che un loro vicino di casa, James Capisi, bambino strano che vive con la madre tossica e malata di cancro, ha visto una signora vestita di bianco portare via Natalie. Lo sceriffo Vickery spiega a Camille di non aver interrogato Capisi perché ritenuto inattendibile, attribuendo l'apparizione della signora in bianco dell'omonimo romanzo alla fantasia malata del bambino. Richard si consulta con il medico legale in merito al cadavere di Natalie, appurando che l'assassino le ha asportato i denti con una pinza.
Nonostante la pista che Camille ha iniziato a seguire, Richard e Vickery continuano a pensare che il killer sia un uomo. Amma ha una crisi isterica dovuta agli eventi degli ultimi giorni e alla preoccupazione delle giovani di Wind Gap di poter essere le prossime vittime del killer. Adora accusa Camille di essersi ubriacata al funerale di Natalie, anteponendo il suo lavoro di giornalista al dolore della famiglia della ragazza uccisa.
- Guest star: Reagan Pasternak (Katie Lacey), Lauran September (Angie), Hilary Ward (Becca), Jean Villepique (Gretchen), Ericka Kreutz (Lisa), Beth Broderick (Annie B), Catherine Carlen (Deeanna), Loretta Fox (Melissa), Barbara Eve Harris (Eileen Curry), D. B. Sweeney (Dad Keene), Jennifer Aspen (Jeannie Keene), Emily Yancy (Gayla), David Sullivan (Chris), Justin Welborn (Kendall), Guy Boyd (Clyde), Randy Oglesby (Pastore), Stacy Haiduk (Crystal Capisi), Dylan Schombing (James Capisi), Violet Brinson (Kelsey), April Brinson (Jodes), Sydney Sweeney (Alice), Wes Robertson (Jack), Leonard Kelly-Young (medico legale), Matty Evers (Dee), Kennedy Tucker (Alpha Friend), London Vanovan (Amanda Nash), Gracie Prewitt (Tiffanie Nash), Gunnar Koehler (Bobby Nash), Jessica Treska (Natalie Keene), Kaegan Baron (Ann Nash).

## Andiamo via
- Titolo originale: Fix
- Diretta da: Jean-Marc Vallée
- Scritta da: Alex Metcalf

### Trama
Lo sceriffo Vickery interrompe un party di giovani che stanno infrangendo il coprifuoco, ordinando loro di tornare a casa. Camille copre Amma, rientrata ubriaca a bordo di una golf car, con cui ha investito il cespuglio di rose di sua madre. Prendendosi cura della sorella, a Camille vengono in mente i ricordi della sua permanenza in un centro psichiatrico, dove era ricoverata per le sue azioni autolesionistiche. All'epoca Camille condivideva la stanza con una giovane di nome Alice, nella quale rivedeva Marian. Alice aveva aiutato Camille a isolarsi dai problemi del mondo ascoltando musica con il suo iPod.
Frank è soddisfatto del primo articolo inviato da Camille, invitandola a insistere con i dettagli sulla vita della gente di Wind Gap. Camille sta nuovamente intervistando Bob Nash, quando irrompe Adora che intima alla figlia di andarsene e lasciare in pace le persone che soffrono. Le rivela anche di essere stata l'insegnante privata della giovane Ann. Ad allertare Adora è stato Vickery, il quale l'ha anche messa al corrente delle uscite serali di Amma. Adora non vuole che Amma segua il cattivo esempio di Camille, una strada che può condurla alla perdizione. Camille non si dà per vinta e va a intervistare John Keene, stabilitosi a casa della fidanzata Ashley per sfuggire alle malelingue di Wind Gap. John dice di sospettare di Bob Nash.
La sera Camille esce per andare al bar di Chris, suo vecchio amico, dove incontra Richard. Il detective è giù di morale per la mancanza di collaborazione da parte di Vickery, disposto ad accusare un camionista messicano di passaggio pur di trovare un assassino di comodo al doppio delitto. Camille e Richard sono sempre più convinti che invece il killer si annidi proprio a Wind Gap. Usciti dal locale, Camille e Richard si intrattengono nel luogo dove da giovane Camille si ritrovava con gli amici. Vengono interrotti dall'arrivo di Amma, uscita nuovamente di nascosto, che inizia a infastidire Richard sul passato oscuro della sorellastra. Camille se ne va da sola in macchina e, spinto il veicolo ben oltre i limiti di velocità consentiti, le riaffiora alla mente il triste ricordo del suicidio di Alice. Dopo aver fermato bruscamente la macchina, Camille lancia fuori dal finestrino l'iPod appartenuto alla giovane amica.
- Guest star: Jennifer Aspen (Jeannie Keene), Emily Yancy (Gayla), David Sullivan (Chris), Violet Brinson (Kelsey), April Brinson (Jodes), Sydney Sweeney (Alice), Stacie Greenwell (infermiera), Aaron Holliday (Damon), Ryan James Nelson (Nolan), Cody Sullivan (Nathan), London Vanovan (Amanda Nash), Sonny Shah (cassiere).

## Torbidi segreti
- Titolo originale: Ripe
- Diretta da: Jean-Marc Vallée
- Scritta da: Vince Calandra

### Trama
Camille recupera l'iPod scheggiato e ritorna a Wind Gap. Il mattino seguente Adora, adducendo il pretesto di una ferita alla mano rimediata potando le rose distrutte da Amma, le chiede di sostituirla al pranzo con le sue amiche per l'organizzazione dell'annuale Calhoun Day, dedicato alle antiche vittorie dei Sudisti. Camille accompagna Richard sulle scene dei crimini avvenuti a Wind Gap, mostrandogli un capanno dove i ragazzi più popolari del liceo facevano sesso con le cheerleader. Camille rivela di essere stata una di loro, con le immagini appese al muro del capanno a testimoniare che i rapporti sconfinavano nella violenza sessuale. Sconvolta per essere tornata in quel posto, Camille bacia Richard.
John viene licenziato dall'azienda di maiali di Adora, a causa della cattiva reputazione che lo circonda. In molti infatti sospettano che il giovane, probabilmente per un'omosessualità repressa, avrebbe ucciso Ann Nash e successivamente la sorella Natalie, a cui lo legava un rapporto morboso. Amma e i suoi compagni di classe stanno lavorando a uno spettacolo teatrale per il Calhoun Day e la ragazza, poco interessata alla rievocazione storica, flirta con il suo insegnante che la allontana senza degnarla di attenzioni. Adam è stanco dell'atteggiamento di Adora nei confronti di Camille, rammentandole che anche lui ha perso una figlia e che dovrebbe cercare di coltivare meglio il loro rapporto. Camille incontra John al bar e apprende che Amma era amica sia di Ann che di Natalie, con le quali frequentava il capanno nel bosco. Camille fugge, terrorizzata dalla visione di Amma morta nel capanno.
- Guest star: Beth Broderick (Annie B), Catherine Carlen (Deeanna), Loretta Fox (Melissa), Barbara Eve Harris (Eileen Curry), David Sullivan (Chris), Emily Yancy (Gayla), Violet Brinson (Kelsey), April Brinson (Jodes), Sydney Sweeney (Alice), Aaron Holliday (Damon), Cody Sullivan (Nathan), Betsy Baker (Jocelyn Vickery), Jessica Treska (Natalia Keene), Evan Castelloe (Kirk Lacey adolescente), Matt Bauman (studente), Gunnar Koehler (Bobby Nash), Gracie Prewitt (Tiffanie Nash), London Vanovan (Amanda Nash), Ryan James Nelson (Nolan).

## Calhoun Day
- Titolo originale: Closer
- Diretta da: Jean-Marc Vallée
- Scritta da: Scott Brown

### Trama
Il giorno del Calhoun Day viene pubblicato l'articolo di Camille in cui si rende noto che le indagini si stanno concentrando su due sospettati, Bob Nash e John Keene. Adora accompagna Camille e Amma ad acquistare gli abiti per l'evento. Amma, arrabbiata con Camille per l'articolo che tanto fa soffrire la madre, le fa sparire gli indumenti mentre si trova in camerino, costringendo la sorella a uscire e a mostrare il corpo martoriato dalle incisioni. Amma si pente del suo comportamento e chiede scusa a Camille, mentre Adora è nuovamente costretta a fare i conti con la sofferenza della figlia maggiore.
La festa nella tenuta di Adora sembra andare per il meglio. Richard osserva Bob Nash bere molto, mentre Ashley rimprovera Camille per non averla inclusa nell'articolo, sottolineando la sua importanza come fonte di notizie su John. Adora vede Camille e Richard in atteggiamenti intimi e per ripicca mostra al detective la villa, cercando di rimarcare come la figlia possa essere pericolosa per via del suo passato. Durante la recita dei giovani di Wind Gap, Bob Nash aggredisce John Keene, accusandolo di essere l'assassino delle due ragazze. Lo scontro viene immediatamente sedato, ma Amma rimane scioccata e fugge via. Camille ritrova la sorellastra piena di graffi dentro il capanno e la riaccompagna a casa. Tranquillizzata Amma, Adora racconta a Camille di avere sempre riconosciuto in lei un'indole anaffettiva, simile a quella del padre, e per questo di non averla mai amata. Sconvolta per l'ennesimo affronto della madre, Camille scappa da Richard e ha un rapporto sessuale con lui, senza però mai togliersi i vestiti di dosso.
- Guest star: Beth Broderick (Annie B), Catherine Carlen (Deeanna), Loretta Fox (Melissa), Emily Yancy (Gayla), David Sullivan (Chris), Barbara Eve Harris (Eileen Curry), Reagan Pasternak (Katie Lacey), Lauran September (Angie), Jean Villepique (Gretchen), Ericka Kreutz (Lisa), Guy Boyd (Clyde), Justin Welborn (Kendall), Randy Oglesby (Pastore), Violet Brinson (Kelsey), April Brinson (Jodes), Betsy Baker (Jocelyn Vickery), Sydney Sweeney (Alice), Aaron Holliday (Damon), Ryan James Nelson (Nolan), Cody Sullivan (Nathan), Wes Robertson (Jack), Dylan Schombing (James Capisi), Zachary Barton (Sarabeth), Gunnar Koehler (Bobby Nash), Gracie Prewitt (Tiffanie Nash), London Vanovan (Amanda Nash), Evan Castellanoe (Kirk Lacey adolescente), Olive Ryan (Angie adolescente), Sam Littlefield (Jiminy), Richard B. Henderson (Rickie).

## Una ciliegia succosa
- Titolo originale: Cherry
- Diretta da: Jean-Marc Vallée
- Scritta da: Dawn Kamoche e Ariella Blejer

### Trama
Dentro una pozza di letame nell'azienda dei Preaker viene rinvenuta la bicicletta di Ann Nash. Adora chiede ad Alan di convincere Camille ad andarsene, sostenendo che la presenza della figlia le sta arrecando danni alla salute. Camille non è mai entrata in sintonia con Alan e reagisce in malo modo alle sue accuse, intuendo che l'uomo è sobillato da Adora. Camille è invitata a un brunch con le sue amiche ex cheerleader. L'occasione non è lieta, ricordandole le prese in giro che ha dovuto subire da ragazza quando faceva parte del gruppo. Al brunch Camille ritrova Becca, l'unica che capiva la sua situazione essendo anche lei additata come diversa in quanto di origini afroamericane. Becca rivela a Camille di conoscere le sue pratiche autolesionistiche, tanto da sapere che le ferite sulla coscia raffigurano una ciliegia. Prima di lasciare la casa, Camille ha un incontro con il marito di una delle sue amiche (lo stesso insegnante della recita di Amma), il quale si scusa perché quando erano ragazzi non si era opposto alla violenza di gruppo di cui era stata vittima nel bosco. Richard si reca nel centro presso cui è stata ricoverata Camille per avere informazioni sul suo caso. Camille intervista nuovamente Ashley, ma la fidanzata di John Keene è troppo egocentrica per fornire informazioni utili.
La sera Camille incontra Amma (scappata di casa) e le sue amiche nel drugstore dove è solita comprare gli alcolici e si fa trascinare a una festa. Arrivano anche John e Ashley, che però se ne vanno immediatamente quando Amma e altre persone iniziano ad additarli come assassini. Camille partecipa a un gioco in cui Amma e i suoi amici si passano una pasticca di ectasy sulla lingua. Assunta la sostanza, Camille e Amma tornano a casa attraversando Wind Gap sui pattini. Amma si scusa con Camille per il suo comportamento sopra le righe, giustificandolo come antidoto per combattere la noia di vivere in un posto come quello. Amma esprime il desiderio di andarsene il prima possibile, dicendo di volersi trasferire con lei a Saint-Louis. Camille e Amma dormono insieme, con Adora che le osserva preoccupata dall'uscio della porta.
- Guest star: Reagan Pasternak (Katie Lacey), Lauran September (Angie), Jean Villepique (Gretchen), Hillary Ward (Becca), Ericka Kreutz (Lisa), Barbara Eve Harris (Eileen Curry), Emily Yancy (Gayla),  David Sullivan (Chris), Jeetendra (Dr. Haifa), Violet Brinson (Kelsey), April Brinson (Jodes), Betsy Baker (Jocelyn Vickery), Stacie Greenwell (infermiera), Aaron Holliday (Damon), Ryan James Nelson (Nolan), Cody Sullivan (Nathan), Sydney Sweeney (Alice), Jessica Treska (Natalie Keene), Kaegan Baron (Ann Nash), Gregory H. Alpert (caposquadra), Will Milvid (J.C.), Phoebe Tweedie (Dixie adolescente), Micaela Wittman (adolescente), Kennedy Tucker (amica Alpha), Jade Duncan (Katie adolescente), Evan Castellanoe (Kirk Lacey adolescente), Olive Ryan (Angie adolescente), Yindra Zayas (Becca adolescente), Cristina Spruell, Te'a Jones, Kayla Gonzalez, Sarah Weese & Savannah Schafer (cheerleader).

## L'abisso
- Titolo originale: Falling
- Diretta da: Jean-Marc Vallée
- Scritta da: Gillian Flynn e Scott Brown

### Trama
Camille si risveglia con la caviglia dolorante dopo la caduta sui pattini della sera precedente. Adora tenta di somministrarle una medicina, la stessa che provava a darle da bambina, ma Camille ancora una volta rifiuta le cure materne e riprende a lavorare alla chiusura dell'articolo. Richard è riuscito a rintracciare Beverly, un'infermiera che aveva seguito il caso di Marian. Beverly era giunta alla conclusione che Adora fosse affetta da  sindrome di Münchhausen per procura, somministrando farmaci a Marian per farla credere gravemente malata e attirare così le attenzioni della comunità, ma nessuno le aveva creduto e il rapporto era stato occultato. Ora Adora sta adottando lo stesso sistema con Amma, incapace di sottrarsi al controllo della madre. Vickery ha ottenuto un mandato di arresto per John Keene, ma il ragazzo non è rientrato a casa e Ashley dice di non sapere dove si trovi. Camille lo rintraccia in un bar frequentato dagli operai del mattatoio, dove sta facendo l'ultima bevuta prima dell'arresto, e lo convince a difendersi perché è sicura che non sia colpevole del duplice omicidio.
Camille porta John in un motel per smaltire la sbornia prima di consegnarsi alla polizia. John le chiede di spogliarsi per mostrargli le scritte incise sul suo corpo. Per la prima volta Camille si spoglia davanti a un uomo e i due fanno l'amore. Vickery irrompe nella stanza per arrestare John e Richard si arrabbia con Camille per averla sorpresa a letto con il ragazzo, esprimendo la propria rabbia per aver creduto alla sua vita difficile. Dentro la macchina Camille trova le cartelle cliniche di Marian e di Amma lasciate da Richard. Camille va a parlare con Jackie O'Neill, amica di famiglia e pettegola del paese. Jackie le rivela che Adora fece cremare il corpo di Marian affinché non si riscontrassero i segni dei farmaci che incautamente le somministrava, corrompendo le infermiere per nascondere la cartella clinica. Camille lascia la casa di Jackie disperata e in lacrime telefona a Frank, raccontandogli la verità su Adora. Frank vuole che torni subito a Saint-Louis, pentendosi di averla mandata a Wind Gap, ma Camille ha capito che deve rimanere per salvare Amma.
- Guest star: David Sullivan (Chris), Barbara Eve Harris (Eileen Curry), Cristine Rose (infermiera Beverly), Violet Brinson (Kelsey), April Brinson (Jodes), Sydney Sweeney (Alice), Jessica Treska (Natalie Keene).

## Luci e tenebre
- Titolo originale: Milk
- Diretta da: Jean-Marc Vallée
- Scritta da: Marti Noxon e Gillian Flynn

### Trama
Camille rientra a casa e trova la famiglia a cena. Adora è lieta per l'arresto di John Keene, soprattutto perché questo significa che Camille ha finito il suo lavoro e quindi ripartirà l'indomani. Osservando Amma in un profondo torpore causato dai farmaci, Camille si finge malata per distrarre la madre ed essere curata da lei, che infatti subito inizia a somministrarle il solito sciroppo rosso. Vickery e Richard interrogano John, il quale continua a proclamarsi innocente, nonostante la prova schiacciante del sangue di Natalie trovato sotto il letto nella dépendance di casa sua. Richard bussa alla porta di Adora per chiedere di Camille, ma Alan finge di non sapere dove si trovi. Camille sta molto male e ordina ad Amma di scappare per chiedere aiuto, ma più tardi la trova in camera sua perché la ragazza non è riuscita a disubbidire alla madre. Camille si lascia andare sul pavimento del bagno, pronta ad arrendersi allo stesso destino di Marian, quando sul soffitto vede i lampeggianti blu della polizia. Vickery e Richard arrestano Adora per l'avvelenamento di Marian e trovano anche la pinza che combacia con lo strumento usato per strappare i denti ad Ann Nash e Natalie Keene. Anche Alan viene arrestato per favoreggiamento. In ospedale Richard racconta a Camille di aver scoperto che Adora ha avvelenato lei e Marian usando un mix di sostanze tra cui antigelo e topicida, alle quali invece Amma aveva sviluppato nel tempo una tolleranza. L'uomo si dichiara addolorato per come sono andate le cose con Camille e lascia l'ospedale.
Camille e Amma ricominciano una nuova vita insieme a Saint-Louis. Camille lavora con Frank a un libro sul doppio omicidio di Wind Gap, descrivendo la sua paura di possedere un lato di sé simile ad Adora che spera di riuscire a sopprimere. Amma va spesso a trovare la madre in prigione, mentre invece Camille preferisce non vederla. La donna continua a proclamarsi innocente nei confronti dei delitti delle due ragazzine. Amma diventa amica di Mae, figlia di una vicina di casa, con cui inizia a fare progetti per dopo il liceo. Un pomeriggio la madre di Mae bussa alla porta, chiedendo a Camille se ha visto sua figlia e le confida che le due ragazze hanno litigato per la prima volta. Camille inizia a curiosare nella casetta delle bambole che Amma si è portata dietro dalla casa dei genitori, e scopre con orrore che il pavimento di una delle stanze è ricoperto dai denti bianchi delle vittime di Wind Gap. È stata Amma, e non Adora, a uccidere Ann Nash e Natalie Keene, gelosa del rapporto intimo che si stava creando tra loro e sua madre. In quel momento Amma entra nella stanza esclamando "Non dirlo alla mamma!".
Nei titoli di coda vengono mostrati i delitti perpetrati da Amma: la prima vittima Ann Nash strangolata nel bosco da Amma e dai suoi amici; Natalie Keene uccisa violentemente sotto al letto della dépendance di John; e infine Mae, che soffoca contro una rete, con alle spalle Amma che sorride sadicamente.
L'ultima immagine è Amma che si affaccia dal limitare del bosco vestita come la Signora in Bianco.
- Guest star: Beth Broderick (Annie B), Catherine Carlen (Deeanna), Loretta Fox (Melissa), D.B. Sweeney (papà Keene), Jennifer Aspen (Jeannie Keene), Barbara Eve Harris (Eileen Curry), David Sullivan (Chris), Emily Yancy (Gayla), Betsy Baker (Jocelyn Vickery), Violet Brinson (Kelsey), April Brinson (Jodes), Guy Boyd (Clyde), Randy Oglesby (Pastore), Jessica Treska (Natalie Keene), Kaegan Baron (Ann Nash), Iyana Halley (Mae), Sameerah Lugmaan-Harris (madre di Mae).